# Збірна Словаччини з хокею із шайбою
Збірна Словаччини з хокею із шайбою — національна збірна з хокею із шайбою, яка представляє Словаччину на міжнародних змаганнях. Утворена у 1994 році. Контроль і організацію здійснює Словацький союз льодового хокею (СЗЛХ). Головний тренер — Владімір Вуйтек.
Збірна Словаччини перший міжнародний матч провела 1 лютого 1940 року зі збірною Богемії і Моравії (0:12). Найкраще досягнення команди на чемпіонатах світу — чемпіон світу у 2002 році. Найкращий результат на зимових Олімпійських іграх — 4-е місце у 2010 році.

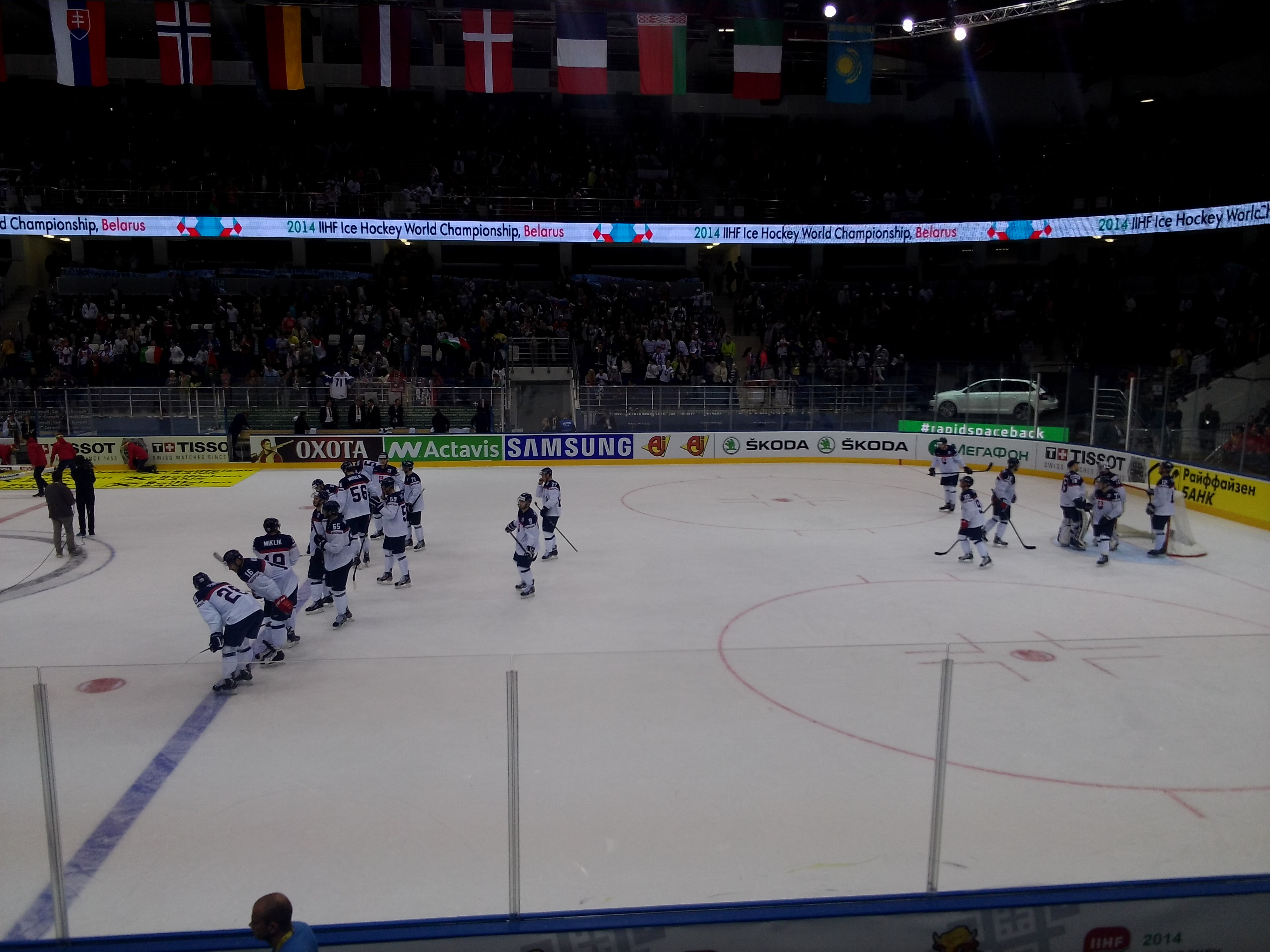
Збірна Словаччини після матчу з італійцями на Чемпіонаті світу-2014

## Результати

### Виступи на Олімпійських іграх
- 1994 — 6-е місце
- 1998 — 10-е місце
- 2002 — 13-е місце
- 2006 — 5-е місце
- 2010 — 4-е місце
- 2014 — 11-е місце
- 2018 — 11-е місце

### Виступи на Кубку світу
- 1996 — 7-е місце
- 2004 — 8-е місце

### Виступи на чемпіонаті світу
- 1994 — 21-е місце (переможець групи C)
- 1995 — 13-е місце (переможець групи B)
- 1996 — 10-е місце
- 1997 — 9-е місце
- 1998 — 7-е місце
- 1999 — 7-е місце
- 2000 —  2 місце
- 2001 — 7-е місце
- 2002 —  чемпіон
- 2003 —  3-є місце
- 2004 — 4-е місце
- 2005 — 5-е місце
- 2006 — 8-е місце
- 2007 — 6-е місце
- 2008 — 13-е місце
- 2009 — 10-е місце
- 2010 — 12-е місце
- 2011 — 10-е місце
- 2012 —  2 місце
- 2013 — 8-е місце
- 2014 — 9-е місце
- 2015 — 9-е місце
- 2016 — 9-е місце
- 2017 — 14-е місце
- 2018 — 9-е місце
- 2019 — 9-е місце
- 2021 — 8-е місце
- 2022 — 8-е місце
- 2023 — 9-е місце
- 2024 — 7-е місце
- 2025 — 11-е місце

## Статистика

### Гвардійці
| Місце | Гравець              | Рік народження | Ігри | Голи | Роки виступів |
| ----- | -------------------- | -------------- | ---- | ---- | ------------- |
| 1.    | Домінік Граняк       | 1983           | 190  | 10   | 2003 -        |
| 2.    | Мірослав Шатан       | 1974           | 183  | 86   | 1993 - 2014   |
| 3.    | Мартін Штрбак        | 1975           | 162  | 13   | 1995 - 2011   |
| 4.    | Любомір Секераш      | 1968           | 152  | 29   | 1993 - 2001   |
| 5.    | Петер Пухер          | 1974           | 144  | 23   | 1995 - 2005   |
| 6.    | Томаш Староста       | 1981           | 144  | 6    | 2002 -        |
| 7.    | Любомір Вішньовський | 1976           | 141  | 18   | 1994 - 2011   |
| 8.    | Ріхард Капуш         | 1973           | 136  | 16   | 1993 - 2007   |
| 9.    | Станіслав Ясечко     | 1972           | 128  | 9    | 1993 - 2000   |
| 10.   | Бранко Радівоєвич    | 1980           | 124  | 21   | 2003 - 2014   |
| 11.   | Ладіслав Черний      | 1974           | 123  | 11   | 1994 - 2007   |
| 12.   | Томаш Суровий        | 1981           | 122  | 22   | 2000 -        |
| 13.   | Ян Пардавий          | 1971           | 120  | 45   | 1996 - 2006   |
| 14.   | Властіміл Плавуха    | 1968           | 119  | 44   | 1993 - 2001   |
| 15.   | Йозеф Даньо          | 1968           | 117  | 45   | 1993 - 2000   |
| 16.   | Браніслав Янош       | 1971           | 117  | 37   | 1993 - 2000   |
| 17.   | Іван Шварний         | 1984           | 116  | 4    | 2006 -        |
| 18.   | Марцел Госса         | 1981           | 113  | 27   | 2004 - 2014   |
| 19.   | Роман Кукумберг      | 1980           | 113  | 22   | 2002 -        |
| 20.   | Міхал Серсен         | 1985           | 111  | 9    | 2007 -        |
| 21.   | Любомір Колник       | 1968           | 109  | 59   | 1993 - 1999   |
| 22.   | Здено Цігер          | 1969           | 108  | 34   | 1993 - 2003   |
| 23.   | Ладіслав Надь        | 1979           | 108  | 33   | 2001 -        |
| 24.   | Любош Бартечко       | 1976           | 107  | 22   | 2000 - 2011   |
| 25.   | Йозеф Штумпел        | 1972           | 106  | 22   | 1993 - 2013   |
| 26.   | Ріхард Лінтнер       | 1977           | 105  | 14   | 2001 - 2011   |

### Голеадори
| Місце | Гравець             | Рік народження | Ігри | Голи | Роки виступів |
| ----- | ------------------- | -------------- | ---- | ---- | ------------- |
| 1.    | Мірослав Шатан      | 1974           | 183  | 86   | 1993 - 2014   |
| 2.    | Любомір Колник      | 1968           | 109  | 59   | 1993 - 1999   |
| 3.    | Ян Пардавий         | 1971           | 120  | 45   | 1996 - 2006   |
| 4.    | Йозеф Даньо         | 1968           | 117  | 45   | 1993 - 2000   |
| 5.    | Властіміл Плавуха   | 1968           | 119  | 44   | 1993 - 2001   |
| 6.    | Маріан Госса        | 1979           | 88   | 39   | 1997 - 2014   |
| 7.    | Браніслав Янош      | 1971           | 117  | 37   | 1993 - 2000   |
| 8.    | Жигмунд Палффі      | 1972           | 74   | 37   | 1993 - 2010   |
| 9.    | Петер Бондра        | 1968           | 47   | 35   | 1993 - 2006   |
| 10.   | Здено Цігер         | 1969           | 108  | 34   | 1993 - 2003   |
| 11.   | Ладіслав Надь       | 1979           | 108  | 33   | 2001 -        |
| 12.   | Маріан Габорик      | 1982           | 73   | 30   | 1999 -        |
| 13.   | Любомір Секераш     | 1968           | 152  | 29   | 1993 - 2001   |
| 14.   | Роберт Петровицький | 1973           | 100  | 28   | 1993 - 2008   |
| 15.   | Марцел Госса        | 1981           | 113  | 27   | 2004 - 2014   |
| 16.   | Павол Демітра †     | 1974           | 77   | 27   | 1996 - 2011   |
| 17.   | Міхел Міклик        | 1982           | 100  | 25   | 2007 -        |
| 18.   | Петер Пухер         | 1974           | 144  | 23   | 1995 - 2005   |
| 19.   | Петер Бартош        | 1973           | 92   | 23   | 1993 - 2001   |
| 20.   | Роман Контшек       | 1970           | 66   | 23   | 1993 - 1998   |

## Форма
| ЗОІ 1994 | ЧС 1994 | 1995 | 1996-1997 | 1998-2000 |
|          |         |      |           |           |

| 2001-2004 | КС 2004 | 2005 | 2006 | 2007-2008 |
|           |         |      |      |           |

| 2009−2013 | 2014-2017 |
|           |           |